# Jeszcze żywy człowiek
Jeszcze żywy człowiek – album zespołu Dezerter wydany w 2011 przez wydawnictwo Mystic Production zawierający pełny zapis koncertu, który odbył się 1 sierpnia 1984 w Jarocinie. Pierwotnie wydawnictwo ukazało się w 1984 w okrojonej wersji na kasecie magnetofonowej wydanej przez członków zespołu pod szyldem Tank Records.

## Lista utworów

### Wydanie Tank Records
Kaseta magnetofonowa wydana w 1984 roku.
| strona A | strona A              | strona A |
| Nr       | Tytuł utworu          | Długość  |
| -------- | --------------------- | -------- |
| 1.       | „Kto?”                |          |
| 2.       | „XXI wiek”            |          |
| 3.       | „Szwindel”            |          |
| 4.       | „Szara rzeczywistość” |          |
| 5.       | „Nowe wiadomości”     |          |
| 6.       | „Atomowa śmierć”      |          |
| 7.       | „Nie ma zagrożenia”   |          |
| 8.       | „T.”                  |          |
| 9.       | „Poroniona generacja” |          |

| strona B | strona B            | strona B |
| Nr       | Tytuł utworu        | Długość  |
| -------- | ------------------- | -------- |
| 1.       | „Ku przyszłości”    |          |
| 2.       | „Fabryka”           |          |
| 3.       | „Spytaj milicjanta” |          |
| 4.       | „Plakat”            |          |
| 5.       | „Niewolnik”         |          |
| 6.       | „Rebeliant”         |          |
| 7.       | „Rejestr wariatów”  |          |
| 8.       | „Postęp”            |          |

### Wydanie Mystic Production
Płyta kompaktowa wydana w 2011 roku.
| Nr  | Tytuł utworu                     | gościnnie                                       | Długość |
| --- | -------------------------------- | ----------------------------------------------- | ------- |
| 1.  | „Wstęp – zadyma”                 |                                                 |         |
| 2.  | „Musisz być kimś”                |                                                 |         |
| 3.  | „Tworzycie nowy system”          |                                                 |         |
| 4.  | „Salwador”                       |                                                 |         |
| 5.  | „Nienawiść i wojna”              |                                                 |         |
| 6.  | „Kto?”                           |                                                 |         |
| 7.  | „TV Show”                        |                                                 |         |
| 8.  | „XXI wiek”                       |                                                 |         |
| 9.  | „Kloss 1”                        |                                                 |         |
| 10. | „Szwindel”                       |                                                 |         |
| 11. | „Szara rzeczywistość”            |                                                 |         |
| 12. | „Urodziłem się 20 lat po wojnie” |                                                 |         |
| 13. | „Nowe wiadomości”                |                                                 |         |
| 14. | „Atomowa śmierć”                 |                                                 |         |
| 15. | „Nie ma zagrożenia”              |                                                 |         |
| 16. | „T.”                             |                                                 |         |
| 17. | „Poroniona generacja”            |                                                 |         |
| 18. | „Ku przyszłości”                 |                                                 |         |
| 19. | „Pasterz”                        | Krzysztof „Zygzak” Chojnacki (TZN Xenna), śpiew |         |
| 20. | „Fabryka”                        |                                                 |         |
| 21. | „Spytaj milicjanta”              |                                                 |         |
| 22. | „Plakat”                         |                                                 |         |
| 23. | „Kloss 2”                        |                                                 |         |
| 24. | „Niewolnik”                      |                                                 |         |
| 25. | „Rebeliant”                      |                                                 |         |
| 26. | „Rejestr wariatów”               |                                                 |         |
| 27. | „Wojna głupców”                  |                                                 |         |
| 28. | „Postęp”                         |                                                 |         |
| 29. | „Musisz być kimś”                |                                                 |         |

## Skład
- Dariusz „Skandal” Hajn – śpiew
- Robert „Robal” Matera – gitara
- Dariusz „Stepa” Stepnowski – gitara basowa
- Krzysztof Grabowski – perkusja